# Ponte sospeso sul Menai
Il ponte sospeso sul Menai (gallese: Pont Grog y Borth) è un ponte sospeso tra l'isola di Anglesey e la terraferma del Galles. Il ponte fu progettato da Thomas Telford e completato nel 1826.

## Costruzione
Prima del completamento del ponte nel 1826, l'isola non aveva collegamenti diretti con la terraferma, e tutti i movimenti da e per Anglesey erano fatti con traghetti lungo le rapide e pericolose acque dello stretto di Menai. La principale fonte di guadagno per Anglesey era la vendita di bestiame e per portare i capi ai mercati sulla terraferma, compresa Londra, bisognava convincere gli animali a tuffarsi ed a nuotare oltre lo stretto, una pratica rischiosa che spesso portava alla perdita delle bestie. Essendo Holyhead il principale punto di partenza dei traghetti diretti a Dublino, l'ingegnere Thomas Telford fece un sopralluogo sulla strada da Londra a Holyhead e propose la costruzione di un ponte sullo stretto di Menai da Bangor sulla terraferma al villaggio di Porthaethwy (noto anche col nome di Menai Bridge) su Anglesey.
A causa delle alte rive e del rapido flusso di acqua dello stretto, sarebbe stato difficile costruire moli sul letto sabbioso del mare e, anche se fosse stato possibile, avrebbero ostruito la navigazione. Inoltre il ponte sarebbe stato abbastanza alto da permettere il passaggio delle navi d'alto bordo utilizzate a quel tempo. Per questo Telford propose di costruire un ponte sospeso, e il suo consiglio fu accettato dal Parlamento.
La costruzione del ponte, su progetto di Telford, iniziò nel 1819 con le torri sui due lati dello stretto. Furono costruite con calcare di Penmon, cave e con muri interni incrociati. Finite le torri si tirarono sedici enormi catene, ognuna fatta di 935 barre d'acciaio, per sostenere la campata di 176 metri. Per evitare l'arrugginimento tra la costruzione e l'uso, il ferro fu prima unto con olio di lino e poi verniciato. Le catene misuravano 522,3 metri e pesavano 121 tonnellate. Il loro potere di sospensione fu misurato in 2 016 tonnellate. Il ponte fu inaugurato in pompa magna il 30 gennaio 1826.

## Storia

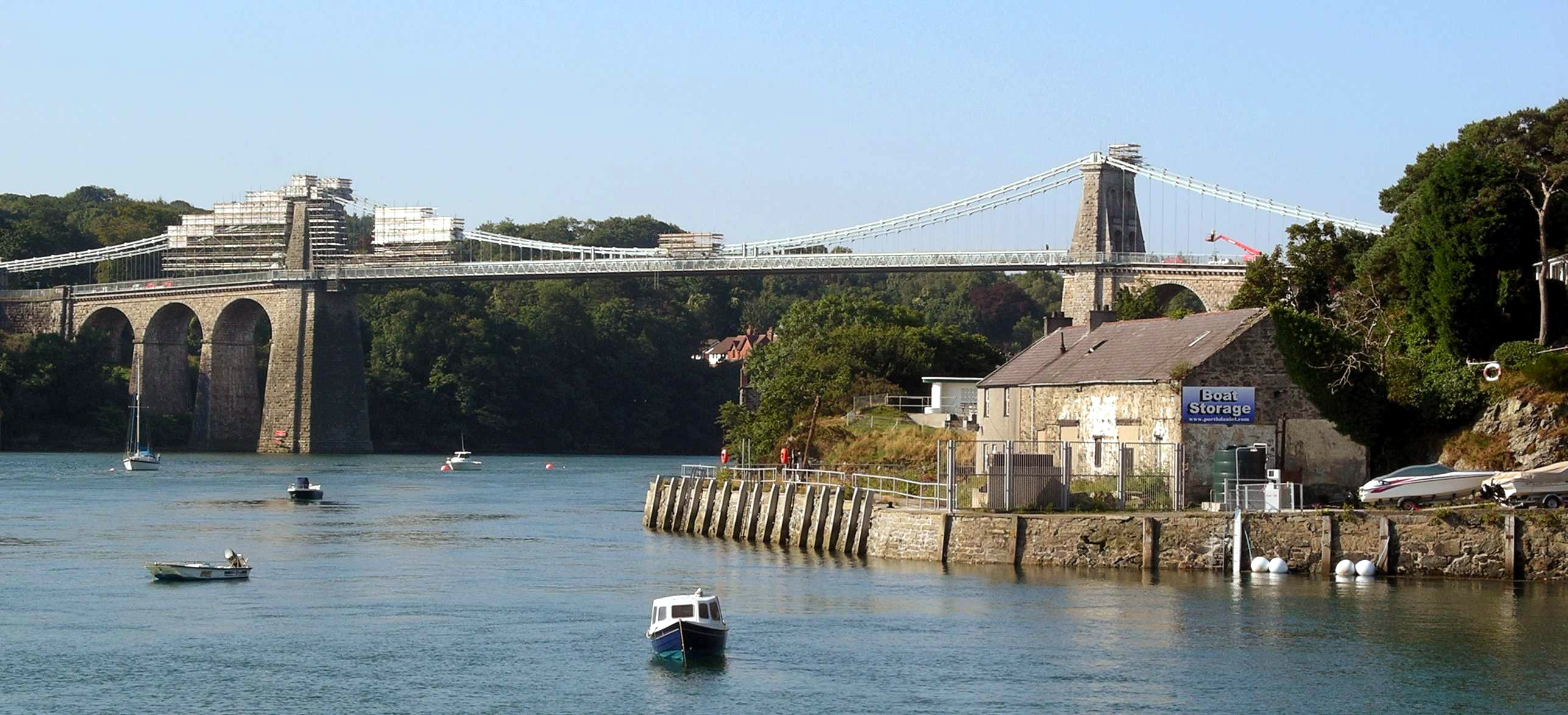
Il ponte sospeso sul Menai verniciato nell'agosto del 2005

La strada era larga solo 8 metri e, non avendo irrigidito le campate, si dimostrò ben presto instabile in caso di vento. La superficie del ponte sul Menai fu potenziata nel 1840 da W. A. Provis e, nel 1893, l'intera superficie in legno fu sostituita da una in acciaio progettata da Sir Benjamin Baker. Nel corso degli anni il limite di 4,5 tonnellate si dimostrò problematico a causa della crescita dell'industria dei trasporti, e nel 1938 le catene originali in ferro battuto furono sostituite da quelle in acciaio senza per questo dover chiudere il ponte. Nel 1999 il ponte fu chiuso per circa un mese per riasfaltare la strada e potenziare la struttura, e tutto il traffico fu trasferito sul vicino ponte Britannia.
Il 28 febbraio 2005 il ponte fu candidato presso l'UNESCO come patrimonio dell'umanità. Lo stesso giorno una carreggiata fu chiusa per sei mesi, mentre l'altra veniva usata verso la terraferma al mattino e verso Anglesey nel pomeriggio. Il ponte fu riaperto al traffico in entrambe le direzioni l'11 dicembre 2005 dopo la prima importante riverniciatura occorsa in 65 anni.

## Dintorni
Il sentiero Anglesey passa sotto al ponte. Il ponte ospita un memoriale alle vittime del disastro di Aberfan sulla sponda di Anglesey.

## Riferimenti culturali

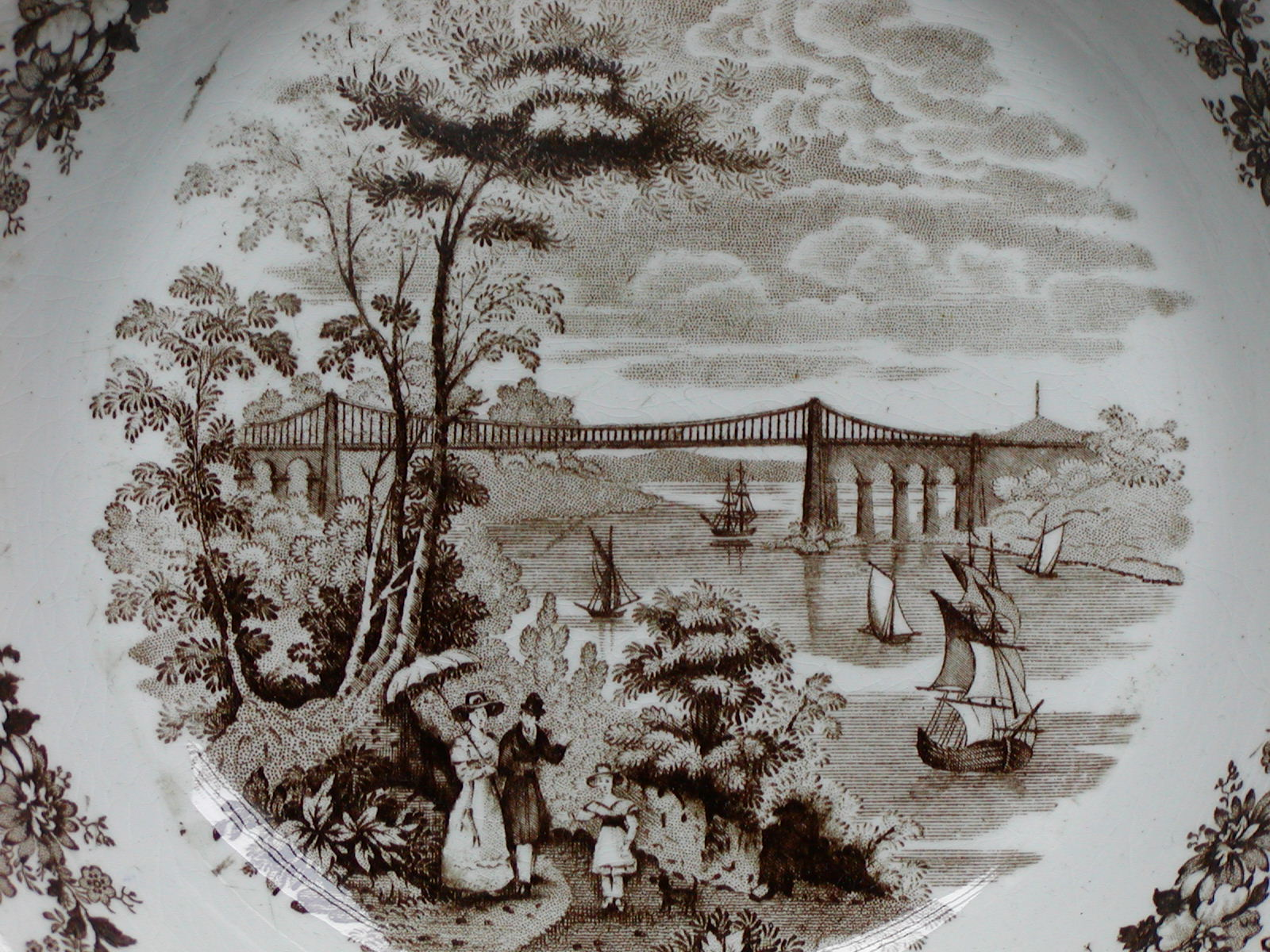
Il ponte raffigurato in ceramica dello Staffordshire negli anni 1840. - (From the home of J L Runeberg)

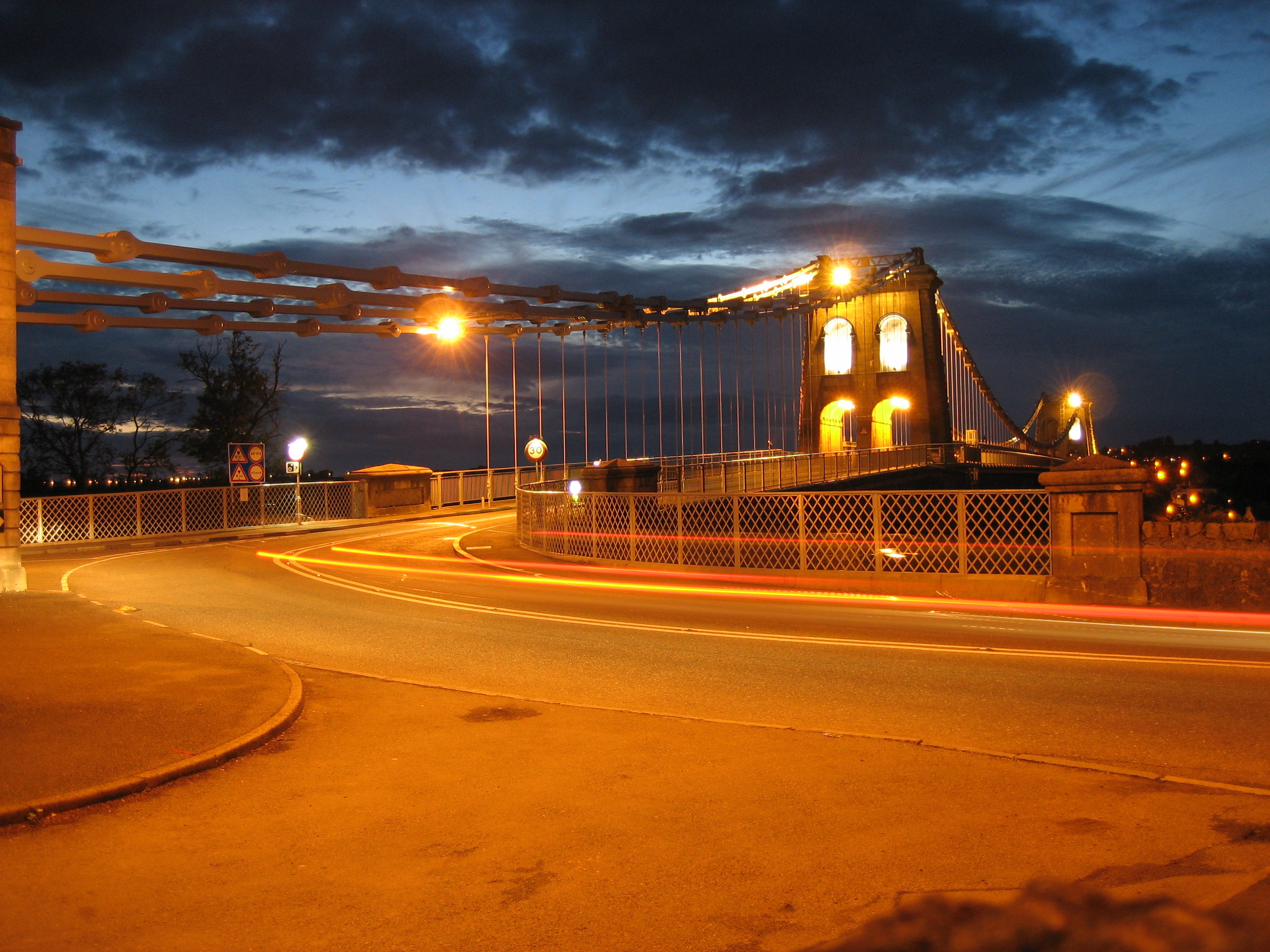
Ponte sospeso sul Menai alla sera

Il più vicino insediamento è la città di Menai Bridge. Una rappresentazione di Menai Bridge in una cornice di binari e candelieri si trova sul retro delle monete britanniche da una sterlina coniate nel 2005. La moneta fu disegnata da Edwins Ellis.

### Citazione
White Knight to Alice:
"I heard him then, for I had just
completed my design,
To keep the Menai bridge from rust
By boiling it in wine."
—"Haddocks' Eyes", Attraverso lo specchio e quel che Alice vi trovò, Lewis Carroll